# Jaya, fille du Gange
Pour plus de détails, voir Fiche technique et Distribution.
Jaya, fille du Gange (titre original : Jaya Ganga) est un  film dramatique franco-indien, réalisé par Vijay Singh, sorti en France en 1998. Ce film est basé sur son livre , "Jaya Ganga, le Gange et son double".
Hanté par le souvenir d'une Parisienne, un jeune écrivain indien décide de descendre le Gange où il fait la connaissance d'une danseuse qui découvre l'amour et une nouvelle vie,. La musique du film est composée par Vanraj Bhatia.

## Synopsis
Nishant (Asil Rais), un jeune écrivain indien vivant à Paris, arrive à la source du Gange, dans l'Himalaya, pour commencer un voyage initiatique le long du fleuve sacré. Hanté par le souvenir d'une belle Parisienne nommée Jaya (Paula Klein), il poursuit le dessein d'écrire un livre autour de ce périple. Au bord du Gange, il rencontre Zehra (Smriti Mishra), une ravissante danseuse et poète dans la grande tradition des courtisanes indiennes, qui travaille dans une maison de passe. Nishant réussit à l'arracher au bordel. Elle se joint à lui dans sa descente du Gange. Zehra découvre alors une nouvelle vie - l'amour, la complicité, la promesse de suivre Nishant à Paris... À mi-chemin du voyage, alors que leur amour ne cesse de croître, il reçoit un télégramme de Jaya lui donnant rendez-vous à Bénarès. Deux amours, l'un réel, l'autre irréel, vont ainsi s'affronter. Zehra réalise brutalement que le fantôme d'une femme peut bouleverser la réalité de son amour.

## Fiche technique
Sauf indication contraire, les informations mentionnées dans cette section peuvent être confirmées par la base de données cinématographiques IMDb,  présente dans la section « Liens externes ».
- Titre français : Jaya, fille du Gange
- Titre original  : Jaya Ganga
- Réalisation : Vijay Singh
- Scénario : Vijay Singh[4], d'après son roman Jaya Ganga, Le Gange et son double
- Photographie : Piyush Shah
- Musique : Vanraj Bhatia
- Montage : Renu Saluja
- Sociétés de production : National Film Development Corporation of India, Silhouette Films, Sodaperaga Productions
- Pays d'origine : Inde, France
- Langues : Hindi, anglais, français
- Format : couleurs - 2,35:1 - DTS / Dolby Digital / SDDS - 35 mm
- Genre : drame, romance
- Durée : 94 minutes (1 h 34)
- Date de sortie en salles :  France : 25 novembre 1998

## Distribution
- Asil Rais : Nishant[5]
- Smriti Mishra : Zehra[6]
- Paula Klein : Jaya[7]
- Vijay Singh : Sanjay
- Anupam Shyam : Bulldog